# Удрешть (Вилча)
Удрешть, Удрешті (рум. Udrești) — село у повіті Вилча в Румунії. Входить до складу комуни Денічей.
Село розташоване на відстані 140 км на північний захід від Бухареста, 21 км на південь від Римніку-Вилчі, 84 км на північний схід від Крайови, 120 км на південний захід від Брашова.

## Населення
За даними перепису населення 2002 року у селі проживали 79 осіб, усі — румуни. Усі жителі села рідною мовою назвали румунську.